# Johannes Metger
Johannes Metger (* 15. Dezember 1851 in Groothusen; † 25. Januar 1926 in Kiel) war ein starker deutscher Schachspieler und Schachlehrer.

## Der Schachspieler
Metger erlernte das Schachspielen während seiner Schulzeit. Große Fortschritte machte er in den 1870er Jahren im Leipziger Schachklub Augustea. So gewann er 1876 in Leipzig das Hauptturnier des Mitteldeutschen Schachkongresses. 1877 belegte er in Köln im Hauptturnier des Rheinischen Schachkongresses den geteilten 2. Platz. In diesem Turnier besiegte er Zukertort.
1884 gründete er die Kieler Schachgesellschaft, deren Vorsitzender er 34 Jahre lang war. Im selben Jahr gewann er in Rostock das Turnier des Mecklenburgischen Schachbundes, ebenso 1886 in Wismar.
|   | a | b | c | d | e | f | g | h |   |
| 8 |   |   |   |   |   |   |   |   | 8 |
| 7 |   |   |   |   |   |   |   |   | 7 |
| 6 |   |   |   |   |   |   |   |   | 6 |
| 5 |   |   |   |   |   |   |   |   | 5 |
| 4 |   |   |   |   |   |   |   |   | 4 |
| 3 |   |   |   |   |   |   |   |   | 3 |
| 2 |   |   |   |   |   |   |   |   | 2 |
| 1 |   |   |   |   |   |   |   |   | 1 |
|   | a | b | c | d | e | f | g | h |   |

Die Ausgangsstellung der nach ihm benannten Variante
Nach ihm ist eine Eröffnungsvariante im Vierspringerspiel benannt, die durch die Züge 1. e2–e4 e7–e5 2. Sg1–f3 Sb8–c6 3. Sb1–c3 Sg8–f6 4. Lf1–b5 Lf8–b4 5. 0–0 0–0 6. d2–d3 d7–d6 7. Lc1–g5 Lb4xc3 8. b2xc3 Dd8–e7 9. Tf1–e1 Sc6–d8 10. d3–d4 Sd8–e6 entsteht. Die Idee der schwarzen Umgruppierung besteht darin, die Fesselung des schwarzen Springers f6 durch Angriff auf den weißen Läufer g5 aufzuheben. Metger führte dieses Manöver 1893 in die Turnierpraxis ein.

## Der Schachlehrer
Metger gab an der Kieler Volkshochschule Schachunterricht. Zu seinen Schülern zählten Heinrich Wagner, Oskar Antze, Heinz von Hennig, Alfred Brinckmann sowie der Großvater des Schachmeisters Ludwig Rellstab.
1886 veröffentlichte er sein Lehrbuch Die Schachschule.

## Privates
Metger war der Sohn eines Pastors. In Göttingen studierte er Philologie und Mathematik. Danach unterrichtete er als Studienrat in Leipzig, später in Hannover und ab 1882 in Kiel.
1926 starb Metger an einem Magenleiden.